# Popeyes
Popeyes, cuyo nombre oficial es Popeyes Louisiana Kitchen, Inc., es una cadena de restaurantes de comida rápida, especializada en pollo frito, fundada en 1972 en Luisiana y con sede en Miami. Desde 2017 es una filial de Restaurant Brands International, un holding canadiense con sede en Toronto al que también pertenece Burger King.
Popeyes es la segunda cadena de restaurantes de comida rápida de pollo más grande del mundo, medida por unidades de venta. Al 31 de diciembre de 2018 tenía 3102 restaurantes ubicados en más de 40 estados, en el Distrito de Columbia, en Puerto Rico y en otros 30 países.
Una treintena de locales son propiedad de la compañía; el resto son franquicias.

## Historia
Alvin C. Copeland, conocido popularmente como "Al Copeland", abrió el primer restaurante en Arabi, Luisiana el 12 de junio de 1972 con el nombre de Chicken on the Run para competir con KFC, pero no tuvo éxito y cerró a los pocos meses después. Reabrió cuatro días más tarde con otro nombre, Popeyes Mighty Good Chicken, y con un nuevo estilo de pollo sureño que atrajo más al mercado. El nombre de Popeye se refiere al personaje de ficción Jimmy "Popeye" Doyle de la película The French Connection. En 1975 volvió a cambiar de nombre a Popeyes Famous Fried Chicken y Copeland empezó a franquiciar su restaurante en 1976, comenzando con la inauguración de un segundo restaurante en Baton Rouge, Luisiana. Durante, aproximadamente, los siguientes 10 años se inauguraron más de 500 restaurantes en Luisiana. Además, el empresario Bob Newman adquirió varias franquicias que inauguró en Texas y estados vecinos. En 1989 Popeyes se vende a America's Favorite Chicken Company, Inc. (AFC), una compañía formada por acreedores de la empresa, que también se hace cargo de Church's Texas Chicken, otra cadena de restaurantes de pollo frito, hasta que en 2004 Church's se vende a Arcapita Inc., quedando Popeyes como la única cadena de comida rápida especializada en pollo de AFC. En 2017 se vende a Restaurant Brands International, una corporación canadiense.
En diciembre de 2020, durante la pandemia del COVID-19, la empresa anunció el cierre de todos sus locales en Corea del Sur.
El 14 de octubre de 2023, Popeyes llega a la República Dominicana. En esta apertura Popeyes generó más de 17 millones de DOP (300,000 Dólares estadounidenses) con una exitosa recepción por el público dominicano.
La franquicia anunció su intención de abrir restaurantes en Nueva Zelanda y Taiwán.

## Productos
Popeyes se especializa en la comida sureña de Luisiana, pero con un estilo picante o suave, diferente al resto de la gastronomía de la región.
Su principal producto es el pollo marinado en especias, que puede ir acompañado por diversos platillos pertenecientes a la gastronomía cajún, como papas fritas con especias, puré de papa con salsa cajún y una porción de arroz sucio o arroz cajún, acompañados de un refresco y una galleta o biscuit. En 2010, Popeyes anuncia la incorporación a su menú de su propia marca de refresco, el "Popeyes Cane Sweet Ice Tea", un té helado de limón que la propia marca fabrica, y además incorpora un nuevo estilo de pollo especial, el "Wicked Chicken".